# فاطمه حیدری
فاطمه حیدری (انگلیسی: Fatemeh Heidari، زادهٔ ۲۲ شهریور ۱۳۷۵ در تهران)، ووشوکار ایرانی و عضو تیم ملی ووشوی زنان ایران در بخش تالو است.
او پیش از ووشو، در رشتهٔ ژیمناستیک فعال بوده و علاوه بر قهرمانی در ایران، عضو تیم ملی ژیمناستیک هم شده‌است اما چون در آن هنگام، زنان ایرانی در رشتهٔ ژیمناستیک در رقابتهای برون مرزی شرکت نمی‌کردند از سال ۱۳۸۴ ووشو را آغاز کرد و از سال ۱۳۹۱ عضو تیم ملی ووشوی ایران شده‌است. او ۱۰ بار قهرمانی تالوی ایران را در کارنامهٔ ورزشی خود دارد و یک مقام سومی در مسابقات آسیایی ۲۰۱۷ چین تایپه، یک مقام سومی در مسابقات یونیورسیاد دانشجویان جهانو مقام نهم المپیک آسیایی جاکارتا ۲۰۱۸ از دیگر افتخارات ورزشی فاطمه حیدری است.
حیدری در سال ۲۰۱۴ برای افزایش مهارت خود در رشتهٔ ووشو، سفری یک‌ماهه به چین کرد و زیر نظر مربیان چینی، مشغول آموختن و تمرین شد. او دانشجوی رشتهٔ تربیت بدنی دانشگاه آزاد اسلامی واحد تهران مرکز است و به مربیگری و داوری ووشو هم می‌پردازد.

## افتخارات
1. ۱۰ بار قهرمان کشور در رشتهٔ ووشو
2. کسب مقام سومی در المپیک جهانی یونیورسیاد تایپه ۲۰۱۷[۷]
3. کسب مقام نهم المپیک آسیایی جاکارتا ۲۰۱۸
4. قهرمان کشور در رشتهٔ ژیمناستیک در سال ۱۳۸۶